# Charles-Clément Bervic
Jean-Guillaume Balvay, más conocido como Charles-Clément Bervic (París, 23 de mayo de 1756–París, 23 de marzo de 1822) fue un grabador francés. 

## Biografía

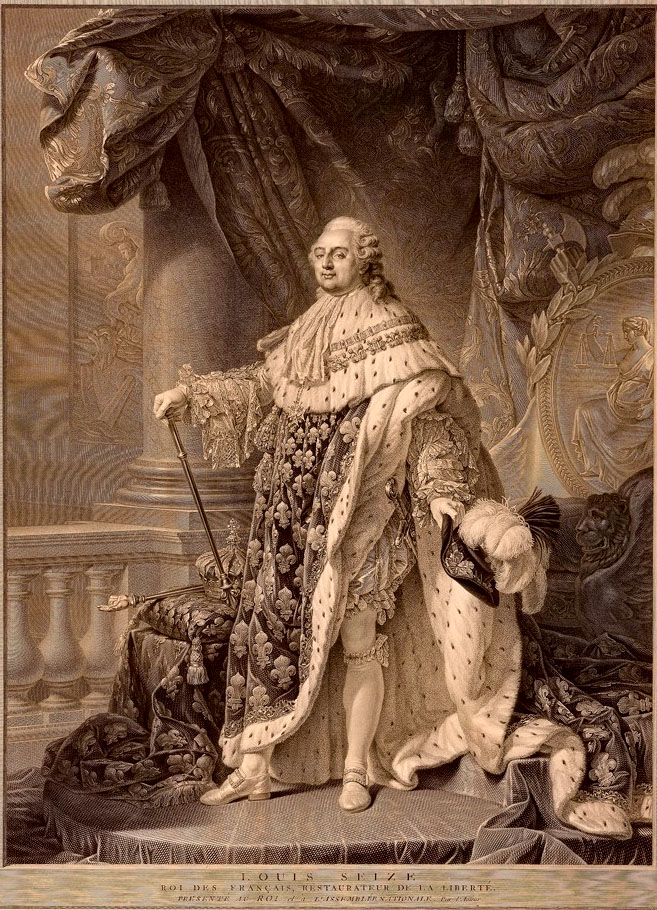
Retrato de Luis XVI (1790), Fogg Art Museum, Cambridge (Massachusetts)

Fue alumno de Jean-Baptiste Le Prince y Johann Georg Wille. Destacó en el grabado al buril, con un dibujo de gran calidad y una precisa ejecución técnica. Entre sus obras destaca el Retrato de Luis XVI (1790).
Entre sus discípulos se encuentran Louis François Mariage, Louis Pierre Henriquel-Dupont y Zachée Prévost.
Fue miembro de la Real Academia de Pintura y Escultura, así como de la Real Academia de Artes y Ciencias de los Países Bajos, la Academia de las Ciencias, Bellas Letras y Artes de Ruán, la Academia de las Artes de Berlín, la Academia de Bellas Artes de Bolonia, la Academia de Bellas Artes de Viena, la Academia de Bellas Artes de Múnich y la Academia Imperial de las Artes de San Petersburgo.
En 1819 fue nombrado caballero de la Legión de Honor.